# Georges Bonello
Georges Bonello (* 3. Juli 1898 in Algier; † 15. Juni 1985) war ein französischer Fußballspieler.

## Karriere
Bonello wuchs im von Frankreich beherrschten Algerien auf und zählte dort zu den Pieds-noirs, die die europäischstämmige Bevölkerung darstellten. Von 1920 an lief er als Amateurfußballer für den FC Blida auf und gewann mit diesem 1923 die Nordafrikameisterschaft. Der Stürmer galt als physisch stark sowie als torgefährlich und hielt seinem Heimatverein aus Blida zunächst die Treue.
Daran änderte sich nichts, als er am 18. April 1926 bei einem 4:2-Erfolg gegen Portugal erstmals für die französische Nationalelf auflief; zu dem Sieg steuerte er einen Treffer bei. Nach einem 4:2 erneut gegen Portugal am 16. März 1927 trug er kein weiteres Mal das Trikot der Nationalmannschaft. Insgesamt hatte er drei Länderspiele mit einem Tor bestritten und konnte alle drei Partien gewinnen.
1928 entschied sich Bonello für einen Wechsel ins französische Mutterland und unterschrieb beim südfranzösischen Klub Olympique Marseille. Mit Marseille gewann er 1929 die französische Amateurmeisterschaft, was damals aufgrund des Fehlens einer Profiliga dem nationalen Titel gleichkam. Allerdings kehrte er im selben Jahr nach Blida zurück und spielte noch ein Jahr lang für die Algerier, ehe er 1930 seine Laufbahn beendete.